# Desi Arnaz junior
Desi Arnaz junior (* 19. Januar 1953 in Los Angeles; eigentlich Desiderio Alberto Arnaz, IV) ist ein US-amerikanischer Schauspieler und Musiker.

## Leben
Desi Arnaz junior wurde als Sohn von Desi Arnaz und Lucille Ball in Hollywood, Kalifornien geboren, zwei Jahre nach seiner Schwester Lucie Arnaz. Seine Geburt ging als Publikumsspektakel in die Fernsehgeschichte ein. Die Schwangerschaft und der abschließende Krankenhausaufenthalt von Mutter Lucille Ball wurde in die Drehbücher der Sitcom I Love Lucy eingebaut, was in den konservativen 50er-Jahren einer Fernsehrevolution gleichkam.
Im Alter von 12 Jahren spielte Desi Arnaz als Schlagzeuger in der Band Dino, Desi & Billy. Die anderen Bandmitglieder waren Dino Martin (der Sohn von Dean Martin) und Billy Hinsche (Tourmusiker der Beach Boys und Schwager von Carl Wilson). Im Jahr 1965 hatten sie zwei Hit-Singles, „I’m a fool“ und „Not the loving kind“.
Seine Schauspielkarriere begann mit einer Rolle als Craig Carter in der Serie Here’s Lucy an der Seite seiner Mutter und seiner Schwester. In den 70er-Jahren folgte eine Reihe von Auftritten in verschiedenen Fernsehproduktionen und einigen Kinofilmen. Für seine Leistung in dem Spielfilm Red Sky At Morning erhielt er 1972 den Golden Globe Award als Bester Nachwuchsdarsteller. Gegen Mitte der 1980er Jahre nahmen die Engagements als Schauspieler nach und nach ab. 1983 erhielt er die Hauptrolle in der Glen A. Larson-Serie Automan, die aber nach 13 Folgen wieder eingestellt wurde.
Sowohl Arnaz als auch seine Schwester waren an der Produktion des Spielfilms Being the Ricardos (2021) von Aaron Sorkin beteiligt, in dem die Hauptrollen ihrer Eltern von Nicole Kidman und Javier Bardem gespielt wurden.
Arnaz junior war mit der Schauspielerin Linda Purl verheiratet, das Paar ließ sich aber scheiden. Ein Verhältnis mit Patty Duke war die Ursache von Gerüchten und Behauptungen, dass Arnaz der leibliche Vater von Dukes Sohn Sean Astin sei. Schließlich machte Arnaz einen Vaterschaftstest, der aber negativ ausfiel. Von 1989 bis zu ihrem Tod 2015 war er mit Amy Barghell verheiratet. Das Paar adoptierte eine Tochter mit Namen Haley.

## Filmografie (Auswahl)
- 1957: I Love Lucy (Fernsehserie, 1 Folge)
- 1962–1965: Hoppla, Lucy! (The Lucy Show, Fernsehserie, 5 Folgen)
- 1968–1972: Here’s Lucy (Fernsehserie, 62 Folgen)
- 1970: Drei Mädchen und drei Jungen (The Brady Bunch, Fernsehserie, 1 Folge)
- 1971: Red Sky at Morning
- 1973: Marco
- 1974: Begrabt die Wölfe in der Schlucht (Billy Two Hats)
- 1976: Die Straßen von San Francisco (The Streets of San Francisco, Fernsehserie, 1 Folge)
- 1977: Joyride
- 1978: Eine Hochzeit (A Wedding)
- 1978: Love Boat (The Love Boat, Fernsehserie, 2 Folgen)
- 1978: Achtung, Schürzenjäger! (How to Pick Up Girls!, Fernsehfilm)
- 1979: Gefahr über den Wolken (Crisis in Mid-Air, Fernsehfilm)
- 1981: Was dich bewegt (Advice to the Lovelorn, Fernsehfilm)
- 1982: Der Bulle und das Flittchen (Fake-Out)
- 1983: Das Haus der langen Schatten (House of the Long Shadows)
- 1983–1984: Automan (Fernsehserie, 13 Folgen)
- 1987: Matlock (Fernsehserie, 1 Folge)
- 1992: Mambo Kings (The Mambo Kings)
- 2010: Aunt Heather’s Magical Kidchen (Fernsehfilm)